# Етнометодологија
Етнометодологија је смер у социологији који је основао Харолд Гарфинкел, а настао је као критика функционалистичке теорије друштвеног деловања и позитивистичког или објективистичког поимања стварности. Полазећи од феноменолошких радова Алфреда Шуца, етнометодолози сматрају да друштвено деловање произилази из предзнања појединца које, премда здраворазумско, тј. субјективно и непрецизно, игра одлучујућу улогу у стварању смисла друштвеног деловања и друштва уопште. Друштвено деловање је резултат заједничког, интерсубјективног разумевања, а не унапред даних или универзалних норми. Они који суде међусобно договарају значења исправног или неисправног, истинитог или неистинитог, лепог или ружног, па су та значења ствар интерпретације или контекста. Анализом људске конверзације, као и анализом понашања људи на радном месту, етнометодолози су установили да поред службених, постоје друге процедуре и очекивања путем којих се одвија интеракција и међусобно разумевање људи те да није могуће строго разлучити рационалне од нерационалних облика друштвеног деловања.
Харолд Гарфинкел, Мајкл Линк и Ерик Ливингстон наводе следећу причу од зачетку идеје о етнометодологији:
Године 1954., Фред Стродбек био је ангажован од стране Правног Факултета Универзитета у Чикагу да анализира аудио-снимке добијене од озвучене суднице где је у току било заседање пороте. Едвард Шилс био је у одбору који га је ангажовао. Када је Стродбек предложио да управља Бејловим Интеракција-процес Анализама, Шил се пожалио: Користећи БИ-ПА, сигуран сам да ћемо сазнати из разматрања пороте, шта их то чини малом групом. Међутим ми стремимо томе да сазнамо шта их то чини поротом.
Гарфинкел је 1967. године избацио одговор на Шилову жалбу. Почео је да истражује особине резоновања и практичних операција које су карактеристичне за појединца или групу која се бави одређеном активношћу. Циљ етнометодологије разликује је од класичних наука које се баве генералним и просечним резултатима о феномену. Етнометодологија покушава да захвати дефинишуће особине, неке ето што ми се може (жаргонски) карактеристике које чине објекат тим што јесте.
Етнометодологија је инспирисана феноменолошким филозофским тумачењима Хусерла и Шуца, међутим, увек је радила на преласку границе од феноменолошког испитивања појаве феномена, на испитивања учесника, њихових метода, услова, углова схватања, који сви несумњиво доприносе том феномену сваки на свој начин. Ширина у коју етнометодологија иде, може деловати врло збуњујућа. Истраживања покривају теме и радове као што су :"џез импровизације" (Судно 1978), "цинкарења и трачеви" (Ведер 1974), "радити на обичности" (Сакс 1992 и Гарфинкел 1986, 2002). Заједничко за све теме јесте то што је свима главни фокус метод чињења... ако ништа, бити обичан, односно како људи управљају својим понашањем не би ли оставили утисак некога ко није другачији на неки посебан начин. На обичност се не гледа као на статистички просек, већ као одређено достигнуће постигнуто умећем.
Кључ етнометодологије је у ствари замена теме и ресурса (Зимерман и Полнер 1970). Циљ је узети у обзир нека прескочена и здраво за готово узета знања и уврстити их у истраживања. Основне особине социјалних деловања треба да буду главна тема изучавања, кроз која етнометодологија тежи да покрије основе социјалних интеракција, анализирајући их на поприлично приземном нивоу. Центар етнометодолошког истраживања своди се на то да је значење социјалног феномена еквивалентно методичкој процедури кроз коју учесник образује своју ситацију. Валидност (негде тумачено као -одговорност) је значајан појам за етнометодологију. То је метод који помаже субјектима да учине своја искуства обрадивим, а истовремено да задрже своје присуство као субјекта такође урачуњивим појмом за истрађивање. Овакав рефлексиван метод омогућава постојање здравог разума субјеката као сјајне теме за изучавање.
Други аспекти етнометодологије задужени су за представу одговорне (урачуњиве) акције. Сходно томе, друштвени поредак није тек тако дан, већ је нешто за шта објекти треба мало да пораде. Правила и регулативе су срества која наводе објекте (учеснике), а не спољне силе које на било који начин приморавају било кога. Идеја није да се оспори постојање јаких односа, већ да се разуме да су ти односи, било какви били, објекат процедура и метода резоновања. Етнометодологија одбија да третира људска бића као глупаке који суде, и то је један од главних слогана ове гране социологије.
Гледано од споља мноштво експеримената који су пробили лед, у којима је Гарфинкел наводио испитиваче да се у нормални свакодневним ситуацијама понашају бесмислено и несхватљиво, начинили су етнометодологију познатом. Експерименти су такође истакли појам валидности. У овим експериментима, субјекти су се очајнички трудили да начине своје чудне радње прихватљивим и да врате нормалност ситуацији у којој се налазе. Ови експерименти су показали коришћење здраворазумских очекивања, прорачуњиве склоности, и снажна морална тежња за прихваћеношћу.
Детаљније, Гирфинкелови експерименти откривају генерично-рефлексне одговорности према социјалном деловању (акцијом). У експерименту где је истражитељ питао субјекта да дефинише значење неких питања и фраза које је сам субјекат упутио, као на пример Како си (разумљивије на енглеском кроз њихово класично и генеричко - How are you)и Ја сам уморан. Испитаници су произвели широки опус реакција на овав захтев. У неким случајевима, разумели су као увреду: Гледај, само сам хтео да будем пристојан, заиста ме није брига како се ти осећаш. Неки су разумели као питање: Не знам, претпостављам да сте добро, одлично штавише.. А такође је могло бити схваћено као једно питање у серији, па добијен одговор: Зашто ме питате ова бесмислена питања?
Резултати експеримената нису релевантни само за такве какви су, већ им је контекст примењив за сваки слећи експеримент. У том смислу, свака акција је под снажним утицајима било које претходне. Зато је раније поменути експеримент добио толико различите одговоре на исто питање. Сходно томе, одговори доприносе разумевању предстојеће акције и дубље, креирају очекивања везана за акцију у будућности.
Каснија развића у етнометодологији
Етнометодологија се развила на две велике гране. Харви Секс и његове колеге наставиле су са традиционалним етнометодолошким истраживањима средином 1960—их година, и они се сматрају заслужнима за покретање новог програма истраживања, тзв. конверзационе анализе. Харолд Гарфинкел је замислио мало другачију судбину за етнометодолигу 1960—их година. Његови ставови биће доста касније сматрани врло радикалнима.
Радикална етнометодологија почела је да стасава на пољима истраживања о раду 1970—их година. Ова истраживања су практично анализе података сакупљних посматрањем једног класичног радног окружења. Све у свему, оне су обећале ригорозне анализе међусобних надлежности у радној атмосфери, окружењу и проведеном времену. Теме ових истраживања обухватају постизање тимског рада, улоге и коришћење артефакта при свакодневном раду, као и саме просторне организације на радном месту. Етнометодолошка истраживања отворила су нове погледе на радно место, практиковање тимског рада, као и узимање у обзир улога при извршавању свакодневних задатака. Показали су како је генерално кординисање послом јако подржано артефактима, као што су интерактивни дијаграми, мапе, описи посла и планови пројеката. Даље, етнометодолошка истраживања признају и дају значај просторном уређењу радног места ради остваривања одређених активности.
Програм истраживања о раду је значајно кулминирао у научним истраживањима (Гарфинкел, Линч) и технометодологије , која се односи на део етнометодологије који има везе са технолошким аскпектом. Дауриш и Батон, у свом чланку Технометодологија (1998) истражују могућности и последице приближавања систему дизајна са етномедолошке перспективе. Генерално, они покушавају да технометодолгију обезбеде као конкретан појам, а не као нешто што се успут чисто помене као део етнометодологије. На пример, Дауриш и Батон уводе појам одговорности за системске дизајнере. Они су у ствари измислили један рачунар. Апликација за процесовање речи може се видети као једна апстрактна престава кода. Када кликнемо САЧУВАЈ, ми не знамо који део кода је у функцији. Мада, када би однос онога што корисник види и онога што је заиста у коду био доследан, корисник би могао боље да сагледа систем у коме ради. Програму би било дозвољено да види, као што је програмеру дозвољено, све делове кода и њихове међусобне однсе и употребе. Ово би могло да се користи за репрограмирање, откривањем шта је било невидљиво при оригиналном програмирању. Етнометодологија је обновила свој значајан положај у науци и технолошкм истраживањима, што је имало значајног утицаја на методе истраживањима, што се најбоље види у ироничном резимеу Латура: Да ли би могла последња особа која напусти социјалне студије науке да напокон укључи аудио рекордер?
Више теоретски, сва каснија етнометологија је заснована на ономе што Гарфинкел зове разбриструјућа теорема, која каже да сва социјална научна истраживања се могу описати следећим исказом:
[ ] =>
Угласта заграда представља све друштвене покрете, који су покренути захваљујући својим методама и узроцима, који су одржали на површини какве год сврхе и циљеве имају. Обична заграда преставља проналаске друштвених наука као и описе друштва. Друштвене науке нас дакле снадбевају теоретичким , конструисаним погледима на свет.
Спецфично, каснија верзија Гарфинкелове етнометодолигије била је заинтересована за шта то још има истражити у вези друштвених наука. На овај начин, Гарфинкел је дефинисао циљ етнометологије, где каже да је то обнављање друштвеног феномена социјалног света, који су друштвене науке временом изгубиле. По Гарфинкелу, друштвене науке не познају ред и тачне односе страри. Тзв. формална анализа игнорише усвојен, непоредан, директан и посведочив детаљ од овог нашег обичног друштва. Насупрот томе, радикалне етнометодлошке студије успостављају праксе које су изузето детаљне о себи, а не нешто што описује нешто друго или треће.
Етнометодологија обећава да ће да понуди нешто више у односу на норамлну науку, тако што има себе зацртану као додатак обичној (мејнстрим) науци. Међутим, доводи у ризик да подели своја сазнања са другим научницима кроз умеће да прикаже нешто више. Батон се жали да етнометодолошка престава социјалних наука бива константно прескочена, несхваћена и погрешно разумљена. На пример, етнометодологија је са стране сматрана једном уком микродисциплином, али са друге стране, етнометодологија себе преставља као основу социјалног реда и поредка, односно да је то сматрање микродисциплином, крајње измишљено и промашено. Ипак, етнометодолига је можда постала асиметрична алтернатива савременом светском покрету друштвених наука. 